# Часовня Всех Святых
Часовня Святого Иоанна Крестителя, называемая также часовней Всех Святых или часовней Зубовых, находится в Плунге на старом городском кладбище. Она построена в стиле романтического классицизма, по некоторым сведениям — местными мастерами на средства одного из графов Зубовых и прихожан. В часовне хоронили представителей рода Зубовых и других дворянских семей — Лещевских, Вайткевичей, Мойковских.

## Архитектура
В часовне прослеживаются черты как романтического, так и исторического стиля. Часовни, предназначенные для отпевания и захоронения усопших, получили распространение в Литве во времена романтизма. Часовня продолговатого прямоугольного плана с расположенной ниже полукруглой апсидой, цельнообъемная, с башней в южной части, обращенной в сторону кладбищенских ворот. Размер часовни — 20,6×12,4 м, высота — 12 м (до верха башни — 23,8 м). Отличается наличием башни — редкого, нехарактерного для композиции часовен элемента.

## История
Последний обряд в часовне совершён в 1934 г. В советские годы она осталась без присмотра, была разорена, захоронения осквернены. В настоящее время часовня частично реновирована, иногда в ней проходят молебны. В 1997 г. здание включено в Реестр культурных ценностей.

## Галерея

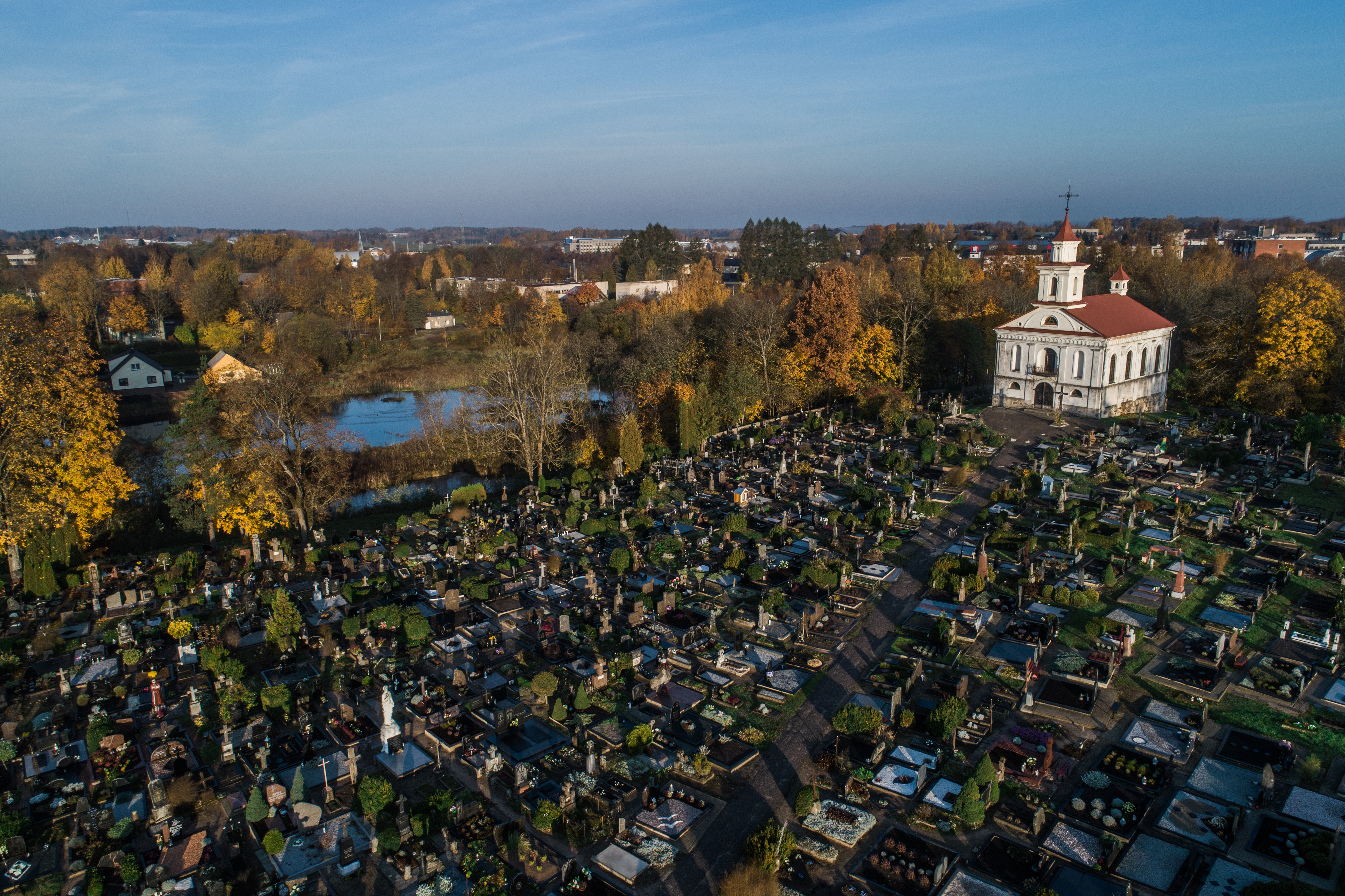
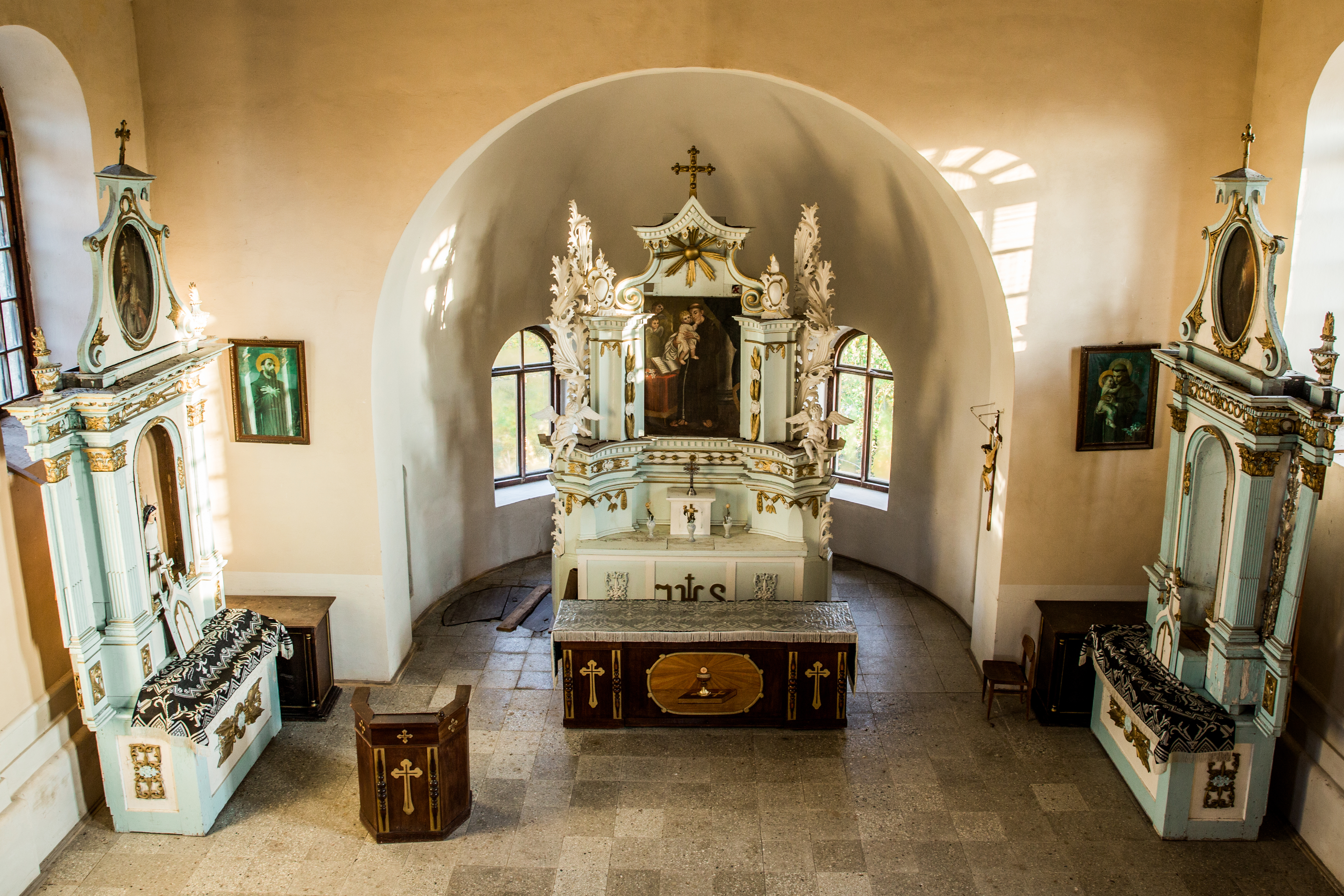
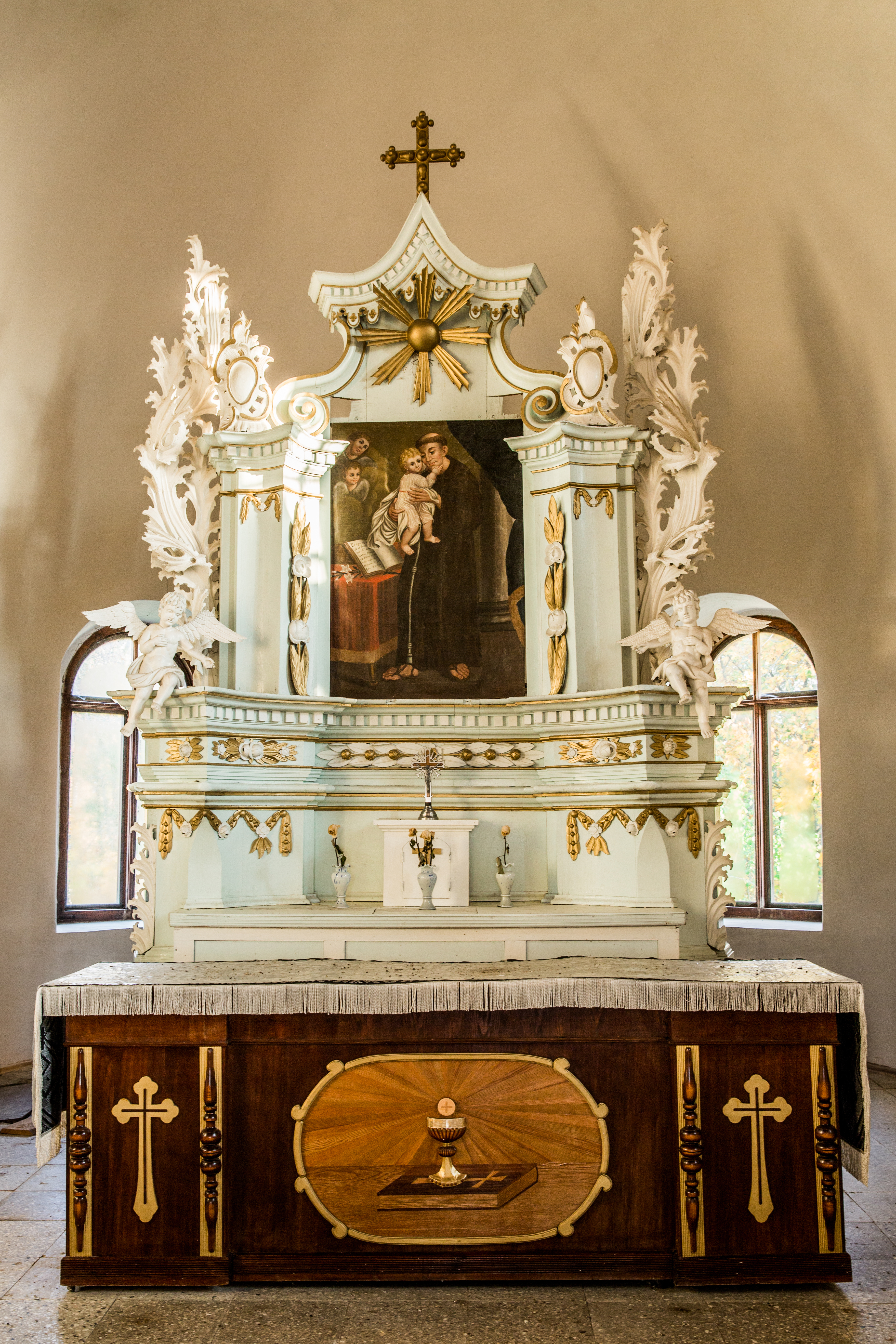
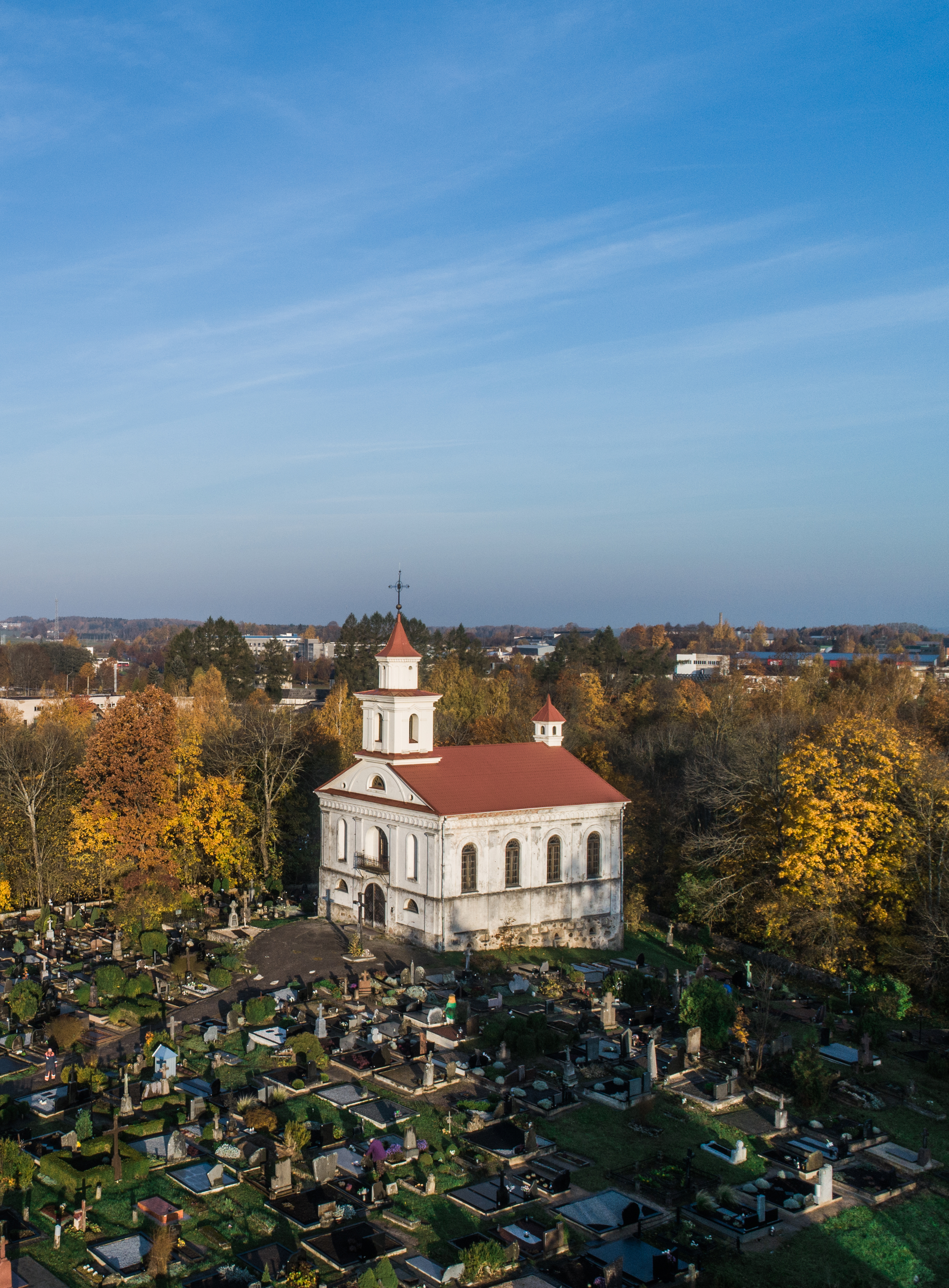
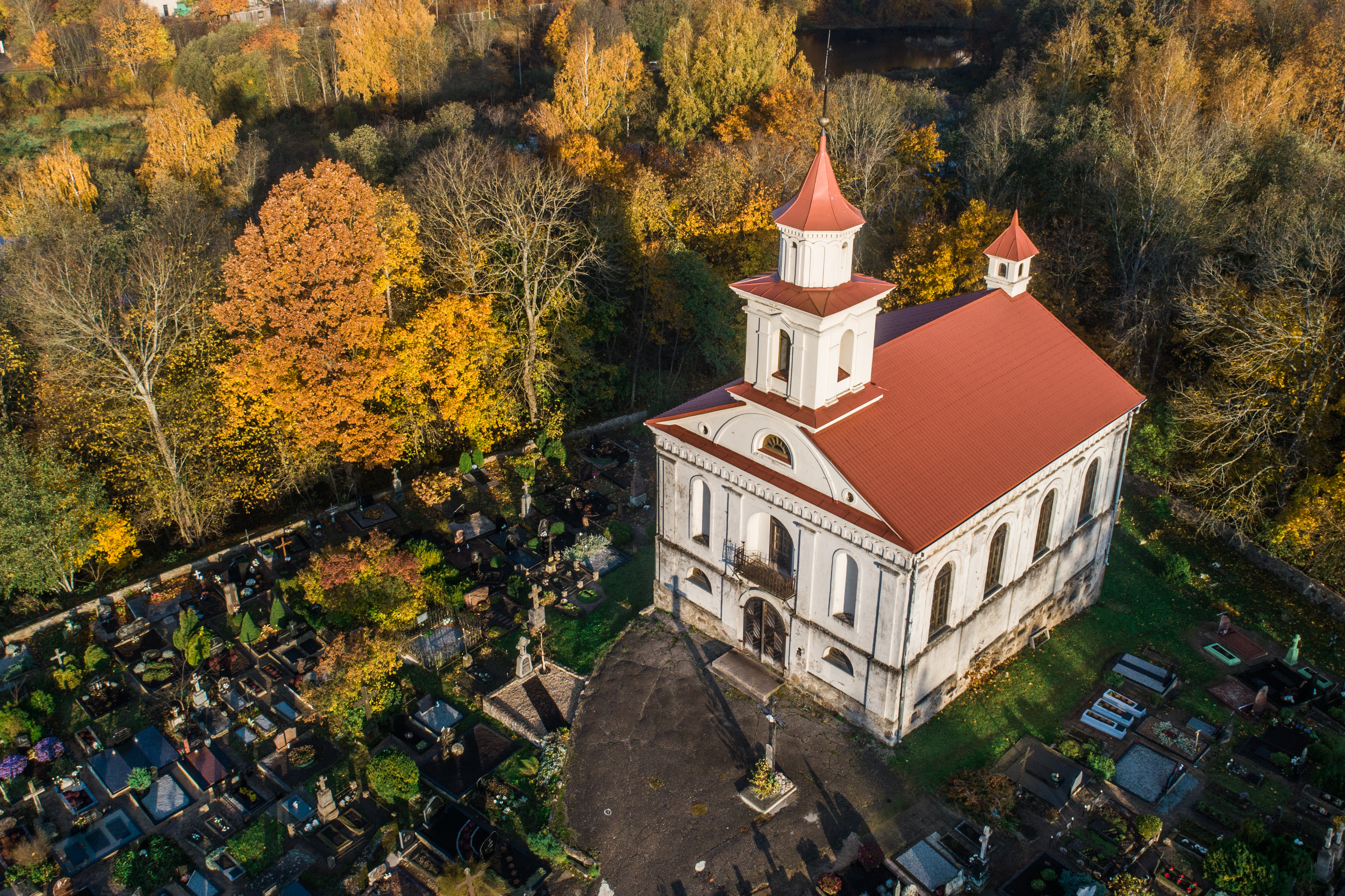